# Clan Nanke
Le clan Nanke est une branche cadette du clan Fujiwara fondée par Fujiwara no Muchimaro.

Emblème (mon) du clan Nanke.

Muchimaro avait trois frères : Fusasaki, Maro et Umakai. Ces quatre frères sont aussi connus pour avoir créé les « quatre maisons » de Fujiwara.
Le clan Nanke est parfois appelé « la maison du Sud ».